# Buglossoides glandulosa
Buglossoides glandulosa är en strävbladig växtart som först beskrevs av Josef Velenovský, och fick sitt nu gällande namn av R. Fernandes. Buglossoides glandulosa ingår i släktet sminkrötter, och familjen strävbladiga växter. Inga underarter finns listade i Catalogue of Life.